# Estrela variável

A Nebulosa Trífida contém estrelas variáveis Cefeidas

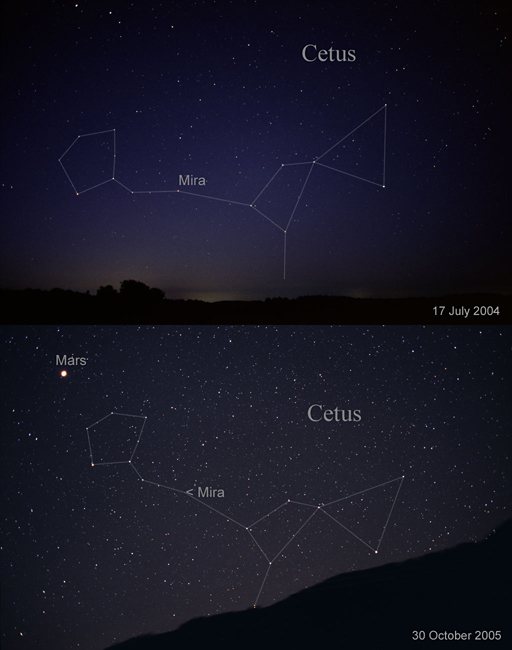
A estrela variável Mira em dois momentos diferentes

Por definição, uma estrela variável é uma estrela cuja luminosidade varia em uma escala de tempo menor que 100 anos.
Enquanto a maior parte das estrelas têm luminosidade praticamente constante — como o nosso Sol, que não apresenta praticamente nenhuma variação mensurável (em torno de 0,1% em um ciclo de 11 anos) — a luminosidade de certas estrelas varia de maneira perceptível em períodos de tempo muito mais curtos.

## História
Essa variação de luminosidade foi descoberta no século XVI por Tycho Brahe quando da aparição da supernova SN 1572, e a observação do aumento e da diminuição regulares do brilho da estrela Mira (o Cetus) em 1596. Descobriram-se cada vez mais estrelas variáveis à medida que os instrumentos de observação foram sendo aperfeiçoados; atualmente, os catálogos de estrelas, dos quais o mais importante é o General Catalogue of Variable Stars, contêm mais de 40 000 estrelas variáveis ou suspeitas de o serem.

## Classificação
O General Catalogue of Variable Stars classifica as estrelas variáveis em seis classes distintas, de acordo com as razões causadoras da variabilidade observada:
- variáveis eruptivas
- variáveis pulsantes
- variáveis rotacionais
- variáveis cataclísmicas, explosivas, ou do tipo-Nova
- sistemas binários eclipsantes
- sistemas binários com fontes intensas de raios-X

### Variáveis eruptivas
A luminosidade dessas estrelas é causada por erupções e outros processos violentos que ocorrem em suas cromosferas e coronas. As mudanças na luminosidade são frequentemente acompanhadas pela ejeção de matéria na forma de vento estelar de intensidade variável e/ou por interação com a matéria do meio interestelar circundante. São tipos de estrelas eruptivas U Geminorum, estrelas de rápidas erupções, podendo aumentar sua luminosidade em 5 magnitudes durante uma noite e o tipo R Corona Borealis que possui diminuição de luminosidade súbita e irregulares, são ricas em carbono e pobres em hidrogênio.

### Variáveis pulsantes
Nessas estrelas a variabilidade decorre da expansão e contração de suas camadas superficiais. As pulsações podem ser radiais ou não radiais. As pulsações modulam a luminosidade da estrela, causando variações periódicas ou semi-periódicas em escalas de tempo que podem variar de alguns minutos ou horas até algumas dezenas de anos ou séculos.

### Variáveis rotacionais
São estrelas com uma distribuição superficial de brilho não-uniforme ou com formato elipsoidal. A variabilidade é então causada pela rotação axial da estrela em relação ao observador. A distribuição não-uniforme do brilho pode ser causada pela presença de manchas ou por qualquer outra desuniformidade térmica ou química na atmosfera da estrela, produzida pelo campo magnético cujo eixo de simetria, normalmente, não coincide com o eixo de rotação da estrela.

### Variáveis cataclísmicas, explosivas e do tipo-Nova
Nas variáveis explosivas, as explosões são causadas por processos termonucleares em suas camadas superficiais (Novas), ou pelo colapso de seus núcleos (Supernovas). As estrelas desta classe mostram uma rápida liberação de energia para o espaço circundante.
Em uma variável cataclísmica é muito comum se observar sistemas em que uma das componentes é uma estrela anã branca quente rodeada por um disco de acresção formado por matéria proveniente de sua companheira, uma estrela com volume maior e mais fria. As variações de até 5 magnitudes ocorrem em alguns sistemas, conhecidos como novas anãs e são devidas a queda abrupta do material do disco no potencial gravitacional da anã branca causada por instabilidades do disco quando este se encontra muito denso. Variáveis cataclísmicas dão origem as novas.

### Sistemas binários eclipsantes
Nesta classe a causa da variabilidade é extrínseca à estrela, sendo decorrente de eclipses. Os eclipses ocorrem quando o plano orbital do sistema binário está aproximadamente alinhado com a linha de visada do observador, de forma que o observador pode ver quando uma das estrela transita em frente da outra, obstruindo total ou parcialmente a passagem de sua luz. Durante o eclipse, a intensidade da luz do par binário sofre uma variação, cuja magnitude depende da relação das luminosidades das duas estrelas. Nesta classe de estrelas variáveis, a variabilidade é periódica e o período dos eclipses é igual ao período orbital.